# Етсо
Етсо (фр. Etsaut) је насељено место у Француској у региону Аквитанија, у департману Атлантски Пиринеји.
По подацима из 2011. године у општини је живело 78 становника, а густина насељености је износила 2,23 становника/km².

## Демографија
| 1962. | 1968. | 1975. | 1982. | 1990. | 2011. |
| ----- | ----- | ----- | ----- | ----- | ----- |
| 158   | 141   | 125   | 104   | 92    | 78    |